# Institut national des langues et civilisations orientales
Institut national des langues et civilisations orientales (INALCO), je francouzská univerzita specializující se na výuku jazyků a kultur světa. Jeho pokrytí pokrývá jazyky střední Evropy, Afriky, Asie, Ameriky a Oceánie.
Langues O' je název, který daly generace studentů Zvláštní škole, poté Královské, poté Imperial, pak National, ve východních jazycích Paříže, která přijala svůj současný název v roce 1971. Mezi nimi je mnoho učitelů - výzkumníků, lingvisté a diplomaté.

## Významní učitelé
- Maria Laura Belgická
- Bruno Gollnisch
- Antoine Marès
- Pierre Messmer
- Friederike Pannewicková
- Patrick Poivre d'Arvor